# Aloidendron dichotomum subsp. ramosissimum
Aloidendron dichotomum subsp. ramosissima o Aloidendron ramosissima Pillans, es una especie de planta suculenta perteneciente a la familia Xanthorrhoeaceae (anteriormente en el género Aloe). Es originaria del sur de África.

## Descripción
Aloidendron ramosissima es profusamente ramificada sin tronco principal y es esta característica la que hace que sea fácil distinguir entre ella y Aloidendron dichotomum.
Aloidendron ramosissima alcanza los dos o tres metros de altura con buen tallos, está tan altamente ramificada que parece una planta arbustiva. Tiene su origen en pequeñas rosetas de hojas, las cuales son alargadas y de color verde grisáceo con 200 mm en longitud y 20 mm de ancho en la base. Los márgenes de las hojas pequeñas son de color marrón y tienen dientes. Las flores son producidas en una inflorescencia de 200 mm de largo, las flores son de color amarillo y son bastante grandes. Florece de junio a agosto en el hemisferio sur.

## Distribución y hábitat
Se encuentran en Namibia y Sudáfrica. Se le trata en peligro de extinción por pérdida de hábitat. Vulnerables debido a la actividad minera y el sobrepastoreo. Se encuentra sólo en el Parque nacional de Richtersveld y el sur de Namibia.

## Taxonomía
Aloidendron dichotomum subsp. ramosissima fue descrita por (Pillans) Zonn. y publicado en Bradleya; Yearbook of the British Cactus and Succulent Society 20:10, en el año (2002). 2002.
Etimología
Aloeidendron: nombre genérico de origen muy incierto: podría ser derivado del griego άλς, άλός (als, alós), "sal" - dando άλόη, ης, ή (aloé, oés) que designaba tanto la planta como su jugo - debido a su sabor, que recuerda el agua del mar. De allí pasó al Latín ălŏē, ēs con la misma aceptación, y que, en sentido figurado, significaba también "amargo". Se ha propuesto también un origen árabe, alloeh, que significa "la sustancia amarga brillante"; pero es más probablemente de origen complejo a través del hébreo: ahal (אהל), frecuentemente citado en textos bíblicos. La parte de "dendron" viene del griego "dɛndrɒn" que significa "árbol".
ramosissima: epíteto que significa "muy ramificada".
Sinonimia
- Aloidendron dichotomum var. ramosissimum (Pillans) Glen & D.S.Hardy
- Aloidendron ramosissimum Pillans[9][4]